# Endopachys
Endopachys is een geslacht van koralen uit de familie van de Dendrophylliidae.

## Soorten
- Endopachys alatum Lonsdale, 1845 †
- Endopachys bulbosa Cairns & Zibrowius, 1997
- Endopachys grayi Milne Edwards & Haime, 1848